# Amnicola cora
Amnicola cora é uma espécie de gastrópode da família Hydrobiidae.
É endémica dos Estados Unidos da América.
Os seus habitats naturais são: rios. 
Está ameaçada por perda de habitat. 